# Йован Атанацкович
Йован Атанацкович (на сръбски: Јован Атанацковић или Jovan Atanacković) е сръбски военен и революционер, деец на сръбската пропаганда в Македония, военен министър на Сърбия.

## Биография
Роден е на 24 март 1848 година в град Неготин. Завършва местната гимназия и на 9 октомври 1865 постъпва във Военна академия. От 1 януари 1970 е повишен в чин артилерийски подпоручик, от 2 август 1876 капитан втори клас, от 21 март 1878 в генералщабен капитан 1 клас, от 1 ноември 1892 в генералщабен полковник, от 6 декември 1897 в генерал. Пенсионира се на 10 август 1900 година, а на 20 ноември 1902 отново постъпва на активна служба. На 31 март 1906 се пенсионира отново.
До 1882 е началник-щаб на артилерийска бригада. През Сръбско-турската война от 1877-1878 е помощник-началник на щаба на Дринския корпус. По време на Сръбско-българската война (1885) подполковник Атанацкович оглавява Оперативния отдел на генералния щаб. Едновременно с това е и началник на оперативното отделение на Нишавската армия. На 6 ноември, след бягството на крал Милан и началника на щаба му в Пирот, Атанацкович остава фактически командир на Нишавската армия в битката при Сливница. Между 1885 и 1900 е началник на главния щаб на сръбската армия. От 1900 година става министър на войната на Сърбия. Взема участие в заговора за убийството на Александър Обренович през 1903 г. и участие в майския преврат. След това става адютант на новия крал на Сърбия Петър Караджорджевич.

## Комитет на четническата акция
След Илинденско-Преображенското въстание в Сърбия се издига идеята за създаване на сръбски четнически комитет, който да се бори с четите на ВМОРО и албанските качанички банди. В основата на комитета са Милорад Годжевац, Лука Челович и Йован Атанацкович. Комитетът е създаден пред 1903 година, а негов пръв президент до юли 1905 година е Атанацкович.